# 雪山镇 (威宁县)
雪山镇，是中华人民共和国贵州省毕节市威宁彝族回族苗族自治县下辖的一个乡镇级行政单位。

## 行政区划
雪山镇下辖以下地区：
雪山村、青松村、新渠村、妥打村、斗母村、栽树村、牧场村、法地村、迎光村、廻龙村、建民村、鱼塘村、谢家院村、盐井村、锅底村、花立村、灼甫村、大发村、高营村、红旗村、胜利村和凉山村。